# 尼爾·弗林
尼爾·弗林（英語：Neil Richard Flynn，1960年11月13日—）是美國的一位演員和喜劇演員，出生在倫敦。他最著名的作品是在NBC電視劇實習醫生成長記中飾演Janitor角色。弗林出生在芝加哥，他是一位愛爾蘭後裔，成長在天主教環境。